# Anthony Alwyn Fernandes Barreto
Anthony Alwyn Fernandes Barreto (ur. 22 grudnia 1952 w Goa) – indyjski duchowny rzymskokatolicki, w latach 2005-2024 biskup Sindhudurg.

## Życiorys
Święcenia kapłańskie otrzymał 13 października 1979 i został inkardynowany do diecezji Puna. Pracował przede wszystkim jako duszpasterz parafialny (m.in. w Kindla, Sawantwadi i Vengurla).
5 lipca 2005 otrzymał nominację na biskupa nowo powstałej diecezji Sindhudurg, zaś trzy miesiące później przyjął sakrę biskupią z rąk abp. Pedro López Quintany, ówczesnego nuncjusza apostolskiego w Indiach. 8 października 2024 papież Franciszek przyjął jego rezygnację z urzędu biskupa diecezji Sindhuburg. 